# Solfato di bario
Il solfato di bario è il sale di bario dell'acido solforico, di formula BaSO4.
A temperatura ambiente si presenta come un solido finissimo bianco inodore.

## Utilizzi

### Fotografia e pittura
Il solfato di bario viene usato nell'industria delle carte fotografiche per produrre le cosiddette "carte baritate", sempre meno diffuse per il largo uso di carte fotografiche politenate o RC (resin coated). La produzione di carta fotografica baritata comincia negli anni ottanta del 1800 e faceva uso di diversi metodi di applicazione della barite dispersa in un legante (in genere gelatina) sulla carta; questo strato veniva poi ricoperto con l'emulsione fotografica fotosensibile.
Il solfato di bario viene anche usato come pigmento bianco non tossico (bianco fisso) per la produzione di pittura murale. Mescolato con solfuro di zinco è impiegato come costituente di vernici, colori e smalti bianchi.

### Medicina
L'uso del solfato di bario in medicina è dovuto alla sua elevata insolubilità e all'opacità ai raggi X del bario, in virtù al suo numero atomico relativamente alto (Z = 56). Queste caratteristiche l'hanno reso molto utile nella pratica medica, attraverso l'ingestione del sale stesso e successiva radiografia dell'addome.  L'esame radiologico possiede un'elevata capacità diagnostica, soprattutto per quanto riguarda le ulcere o le formazioni patologiche adiacenti al tubo digerente che, occupando spazio al di fuori del suo lume, possono dislocare i visceri, infiltrarne le pareti o alterarne la canalizzazione. 
A rigore, il solfato di bario è velenoso per l'uomo, ma la sua scarsissima solubilità lo rende di fatto innocuo, ed esso viene espulso senza problemi dal paziente.
Viene utilizzato per lo studio dello stomaco e dell'intestino; l'uso del solfato di bario va evitato in caso di sospetta occlusione intestinale (in quanto può solidificare, andando a formare baritomi di difficile risoluzione chirurgica) o di perforazione (in quanto il solfato di bario risulta irritante per la sierosa peritoneale, provocando una delle più gravi forme di peritonite - la fibroblastica).

## Saggi di riconoscimento
È possibile riconoscere il solfato di bario col metodo della fusione alcalina. Si prende un campione di BaSO4 in polvere e lo si mescola in rapporto 1:1 con carbonato di sodio e potassio (NaKCO3) in ambiente anidro; si fa quindi riscaldare la miscela solida su fiamma con l'ausilio di un coccio termoresistente fino a fusione. Una volta fatta raffreddare la miscela si riprende con HCl diluito e si filtra il tutto. Il saggio va eseguito sul filtrato su cui verrà eseguita la ricerca degli ioni solfato. Il saggio sarà positivo se in seguito all'aggiunta di alcune gocce di una soluzione a base di cloruro di bario comparirà un precipitato bianco di solfato di bario.